# کوپیدلو
کوپیدلو (به چکی: Kopidlo) یک منطقهٔ مسکونی در جمهوری چک است که در ناحیه پلزن-شمالی واقع شده‌است. کوپیدلو ۲٫۷۱ کیلومتر مربع مساحت و ۱۲۶ نفر جمعیت دارد و ۴۴۲ متر بالاتر از سطح دریا واقع شده‌است.